# (15617) Fallowfield
(15617) Fallowfield (2000 HK10) – planetoida z pasa głównego asteroid okrążająca Słońce w ciągu 3,48 lat w średniej odległości 2,3 j.a. Odkryta 27 kwietnia 2000 roku.